# Wamba (koning)

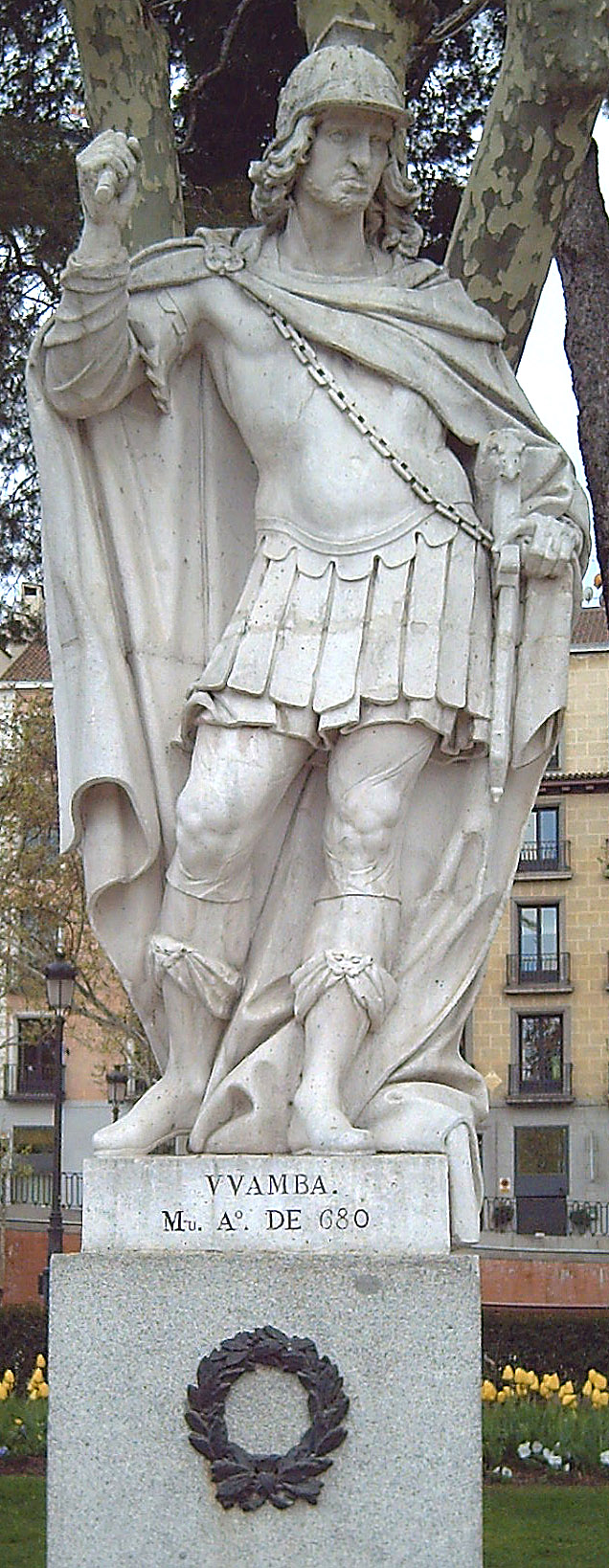
Standbeeld van Wamba in Madrid (A. Carnicero, 1750-53).

Wamba (?, Idanha - 688) was koning van de Visigoten in het huidige Spanje van 672 tot en met 680. Hij volgde de in 672 overleden Recceswinth op. Op 19 september van dat jaar werd hij in Toledo tot koning gezalfd, waarmee hij de eerste Visigotische koning was die een dergelijke ceremonie onderging.
Wamba's machtspositie werd echter al onmiddellijk aangevochten door de nakomelingen van Chindasvinth. Terwijl er verschillende opstanden plaatsvonden werd Spanje inmiddels ook belaagd door Arabieren. Wamba nam verschillende verdedigingsmaatregelen waaronder het verstevigen van de stadsmuren van Toledo en het reorganiseren van het leger. De opstandige Basken werden door hem verslagen.
Hij kon zich uiteindelijk echter niet handhaven. In 680 werd hij (waarschijnlijk in een poging hem te vermoorden) vergiftigd op instigatie van Ervik, een edelman van Byzantijns-Gotische afkomst die gelieerd was aan de familie van Chindasvinth. Wamba overleed niet maar verloor wel zijn bewustzijn. Volgens de overlevering werd bij hem tijdens de periode van bewusteloosheid een tonsuur aangebracht waardoor hij formeel geestelijke was en geen claim meer op de troon kon leggen. Wamba nam vervolgens daadwerkelijk zijn intrek in het klooster van Pampliega – ogenschijnlijk zonder veel rancune over het verloren koningschap.
Wamba verbleef tot zijn overlijden in het klooster.

## Bron
Wamba op Mittelalter-genealogie
Alarik I ·
Athaulf ·
Sigerik ·
Wallia ·
Theoderik I ·
Thorismund ·
Theoderik II ·
Eurik ·
Alarik II ·
Gesalic ·
Amalarik ·
Theudis ·
Theudigisel ·
Agila I ·
Athanagild ·
Liuva I ·
Leovigild ·
Reccared I ·
Liuva II ·
Witterik ·
Gundemar ·
Sisebut ·
Reccared II ·
Suintila ·
Sisenand ·
Chintila ·
Tulga ·
Chindaswinth ·
Recceswinth ·
Wamba ·
Erwig ·
Ergica ·
Wittiza ·
Roderik ·
Achila II ·
Ardon